# Coupe de France de rugby à XIII 1944-1945
Navigation
Édition précédente Édition suivante
La Coupe de France de rugby à XIII 1945 est organisée durant la saison 1944-1945, compétition à élimination directe mettant aux prises des clubs de rugby à XIII amateurs et professionnels affiliés à la Fédération française de jeu à XIII (aujourd'hui Fédération française de rugby à XIII). L'édition est remportée par le XIII Catalan.

## Premier tour
Ce premier tour est organisé le week-end du 11 mars 1945.

## Tableau final
|  | Quarts de finale              | Quarts de finale         | Quarts de finale            | Quarts de finale         |              |              | Demi-finales | Demi-finales | Demi-finales | Demi-finales |  |  | Finale                                      | Finale                                      | Finale                                      | Finale                                      |
|  |                               |                          |                             |                          |              |              |              |              |              |              |  |  |                                             |                                             |                                             |                                             |
|  | Le 25 mars 1945 à Tarbes      | Le 25 mars 1945 à Tarbes | Le 25 mars 1945 à Tarbes    | Le 25 mars 1945 à Tarbes |              |              |              |              |              |              |  |  | Le 12 mai 1945 au Parc des Princes de Paris | Le 12 mai 1945 au Parc des Princes de Paris | Le 12 mai 1945 au Parc des Princes de Paris | Le 12 mai 1945 au Parc des Princes de Paris |
|  | Le 25 mars 1945 à Tarbes      | Le 25 mars 1945 à Tarbes | Le 25 mars 1945 à Tarbes    | Le 25 mars 1945 à Tarbes |              |              |              |              |              |              |  |  | Le 12 mai 1945 au Parc des Princes de Paris | Le 12 mai 1945 au Parc des Princes de Paris | Le 12 mai 1945 au Parc des Princes de Paris | Le 12 mai 1945 au Parc des Princes de Paris |
|  | XIII Catalan                  | XIII Catalan             | 16                          | 16                       |              |              |              |              |              |              |  |  | Le 12 mai 1945 au Parc des Princes de Paris | Le 12 mai 1945 au Parc des Princes de Paris | Le 12 mai 1945 au Parc des Princes de Paris | Le 12 mai 1945 au Parc des Princes de Paris |
|  | XIII Catalan                  | XIII Catalan             | 16                          | 16                       |              |              |              |              |              |              |  |  | Le 12 mai 1945 au Parc des Princes de Paris | Le 12 mai 1945 au Parc des Princes de Paris | Le 12 mai 1945 au Parc des Princes de Paris | Le 12 mai 1945 au Parc des Princes de Paris |
|  | Côte basque                   | Côte basque              | 5                           | 5                        |              |              |              |              |              |              |  |  | Le 12 mai 1945 au Parc des Princes de Paris | Le 12 mai 1945 au Parc des Princes de Paris | Le 12 mai 1945 au Parc des Princes de Paris | Le 12 mai 1945 au Parc des Princes de Paris |
|  | Côte basque                   | Côte basque              | 5                           | 5                        | XIII Catalan | XIII Catalan | 19           | 19           |              |              |  |  | Le 12 mai 1945 au Parc des Princes de Paris | Le 12 mai 1945 au Parc des Princes de Paris | Le 12 mai 1945 au Parc des Princes de Paris | Le 12 mai 1945 au Parc des Princes de Paris |
|  | Le 25 mars 1945 à Perpignan   |                          |                             |                          | XIII Catalan | XIII Catalan | 19           | 19           |              |              |  |  | Le 12 mai 1945 au Parc des Princes de Paris | Le 12 mai 1945 au Parc des Princes de Paris | Le 12 mai 1945 au Parc des Princes de Paris | Le 12 mai 1945 au Parc des Princes de Paris |
|  |                               |                          | Villeneuve-sur-Lot          | Villeneuve-sur-Lot       | 11           | 11           |              |              |              |              |  |  | Le 12 mai 1945 au Parc des Princes de Paris | Le 12 mai 1945 au Parc des Princes de Paris | Le 12 mai 1945 au Parc des Princes de Paris | Le 12 mai 1945 au Parc des Princes de Paris |
|  | Villeneuve-sur-Lot            | Villeneuve-sur-Lot       | Villeneuve-sur-Lot          | Villeneuve-sur-Lot       | 11           | 11           | 12           | 12           |              |              |  |  | Le 12 mai 1945 au Parc des Princes de Paris | Le 12 mai 1945 au Parc des Princes de Paris | Le 12 mai 1945 au Parc des Princes de Paris | Le 12 mai 1945 au Parc des Princes de Paris |
|  | Villeneuve-sur-Lot            | Villeneuve-sur-Lot       | Le 29 avril 1945 à Toulouse |                          |              |              | 12           | 12           |              |              |  |  | Le 12 mai 1945 au Parc des Princes de Paris | Le 12 mai 1945 au Parc des Princes de Paris | Le 12 mai 1945 au Parc des Princes de Paris | Le 12 mai 1945 au Parc des Princes de Paris |
|  | Bordeaux                      | Bordeaux                 | 0                           | 0                        |              |              |              |              |              |              |  |  | Le 12 mai 1945 au Parc des Princes de Paris | Le 12 mai 1945 au Parc des Princes de Paris | Le 12 mai 1945 au Parc des Princes de Paris | Le 12 mai 1945 au Parc des Princes de Paris |
|  | Bordeaux                      | Bordeaux                 | 0                           | 0                        | XIII Catalan | XIII Catalan | 27           | 27           |              |              |  |  |                                             |                                             |                                             |                                             |
|  | Le 25 mars 1945 à Albi        |                          |                             |                          | XIII Catalan | XIII Catalan | 27           | 27           |              |              |  |  |                                             |                                             |                                             |                                             |
|  |                               |                          | Carcassonne                 | Carcassonne              | 18           | 18           |              |              |              |              |  |  |                                             |                                             |                                             |                                             |
|  | Carcassonne                   | Carcassonne              | Carcassonne                 | Carcassonne              | 18           | 18           | 20           | 20           |              |              |  |  |                                             |                                             |                                             |                                             |
|  | Carcassonne                   | Carcassonne              |                             |                          |              |              |              |              |              |              |  |  |                                             |                                             |                                             |                                             |
|  | Toulouse                      | Toulouse                 | 0                           | 0                        |              |              |              |              |              |              |  |  |                                             |                                             |                                             |                                             |
|  | Toulouse                      | Toulouse                 | 0                           | 0                        | Carcassonne  | Carcassonne  | 13           | 13           |              |              |  |  |                                             |                                             |                                             |                                             |
|  | Le 25 mars 1945 à Carcassonne |                          |                             |                          | Carcassonne  | Carcassonne  | 13           | 13           |              |              |  |  |                                             |                                             |                                             |                                             |
|  |                               |                          | Albi                        | Albi                     | 3            | 3            |              |              |              |              |  |  |                                             |                                             |                                             |                                             |
|  | Albi                          | Albi                     | Albi                        | Albi                     | 3            | 3            | 11           | 11           |              |              |  |  |                                             |                                             |                                             |                                             |
|  | Albi                          | Albi                     |                             |                          |              |              |              | 11           |              |              |  |  |                                             |                                             |                                             |                                             |
|  | Lézignan                      | Lézignan                 | 8                           | 8                        |              |              |              |              |              |              |  |  |                                             |                                             |                                             |                                             |
|  | Lézignan                      | Lézignan                 | 8                           | 8                        |              |              |              |              |              |              |  |  |                                             |                                             |                                             |                                             |
|  |                               |                          |                             |                          |              |              |              |              |              |              |  |  |                                             |                                             |                                             |                                             |

## Finale - 13 mai 1945
(mt : 19 - 13)
Points marqués :
- XIII Catalan : 7 essais de Déjean (3), Casse (2), I. Carrère, A. Bruzy ; 2 transformations de Noguères (2) ; 1 pénalité de Comes (1).
- Carcassonne : 4 essais de Trescazes (3) et de Lachet (1) ; 2 transformations de Puig-Aubert ; 1 pénalité de Puig-Aubert (1).

Arbitre : ?
Spectateurs : 6 000
Composition des équipes :
- XIII Catalan : François Noguères - Robert Casse, Paul Dejean, Gaston Comes, Drevet - Cantié (o), Irénée Carrère (m) - Guy Casini, Louis Montagne, André Bruzy, Ambroise Ulma, Soler, Henri Gras - Entraîneur :
- Carcassonne : Puig-Aubert - Frédéric Trescazes, Roger Raynaud, Lachet, Édouard Ponsinet - Jep Maso (o), François Labazuy (m) - Louis Mazon, Martin Martin, Louis Carrère, Jean Poch, Henri Moutou, Germain Calbète - Entraîneur : Caruesca

Première finale d'après-guerre, elle oppose le vainqueur de l'édition 1939, le XIII Catalan, à Carcassonne. Elle se dispute au Parc des Princes de Paris. Côté carcassonnais, Félix Bergèse est absent.
Le XIII Catalan présente lors de cette finale quelques vétérans à la réputation solidement établie tels qu'André Bruzy, François Noguères et Gras qui encadrent de jeunes éléments. Carcassonne, quant à lui, a monté une équipe autour de brillantes individualités languedociens ou venus de Côte basque ou de Perpignan tels Germain Calbète, Puig-Aubert ou Frédéric Trescazes. Les deux équipes s'étaient quittés sur une victoire 16-13 de Carcassonne lors de la demi-finale du Championnat de France le 6 mai 1945 à Lyon.
Le XIII Catalan bat 27-18 Carcassonne. Disputée sous une grosse chaleur, le XIII Catalan domine la première mi-temps 19-13 malgré un bon démarrage des Carcassonnais. Au retour des vestiaires, la fatigue des joueurs se fait ressentir mais le jeu reste plaisant à voir à l'exception d'échanges de coups entre plusieurs équipiers à l'initiative de Martin Martin, obligeant l'intervention des dirigeants. Carcassonne paraît fatiguée et la désorganisation de ses lignes arrières libèrent de nombreux espaces dans lesquels les Catalans s'engouffrent grâce à leurs trois quarts aile. La bagarre au cours de la seconde mi-temps amène le public à siffler les vainqueurs et vaincus lors de leurs sorties du terrain. Les meilleurs cités sont les Catalans Irénée Carrère, Robert Casse, Paul Dejean, et les Carcassonnais Frédéric Trescazes, Jep Maso.